# Collin Tukuitonga
Sir Collin Fonotau Tukuitonga, né à Alofi-Nord, est un médecin, diplomate et universitaire niuéen et néo-zélandais.

## Biographie

### Jeunesse
Né à Niué dans une famille relativement pauvre, il est élevé dans la foi catholique par ses grands-parents maternels. Il parle le niuéen, n'apprenant l'anglais qu'à l'école. Son nom de famille signifie que ses ancêtres paternels sont des colons venus des Tonga. Son prénom de naissance est « Collin », qu'il transforme en « Colin » jusqu'en 2020, date à laquelle ses employeurs à l'université d'Auckland lui demandent d'utiliser son prénom d'origine.
La santé des Niuéens lors de son enfance est assurée par un médecin palagi (blanc), qui devient une source d'inspiration pour le garçon. Bon élève, à l'issue de sa scolarité à Niué il étudie la médecine à l'École de médecine des Fidji, à Suva, et en sort diplômé en 1981.

### Carrière
Pendant six ans il est médecin généraliste à Niué, avant d'être recruté comme enseignant en santé publique par son ancienne école de médecine en 1987. Il n'y reste que quelques mois : Les deux coups d'État de 1987 aux Fidji l'amènent à émigrer en Nouvelle-Zélande. Il enseigne alors la santé publique à l'université d'Auckland. De 2007 à 2012 il est directeur du ministère néo-zélandais des Insulaires du Pacifique, ministère dédié aux populations originaires des îles du Pacifique immigrées en Nouvelle-Zélande. À ce poste, il obtient que la Nouvelle-Zélande forme des professionnels de santé de plusieurs petits États insulaires du Pacifique en prévention des maladies. 

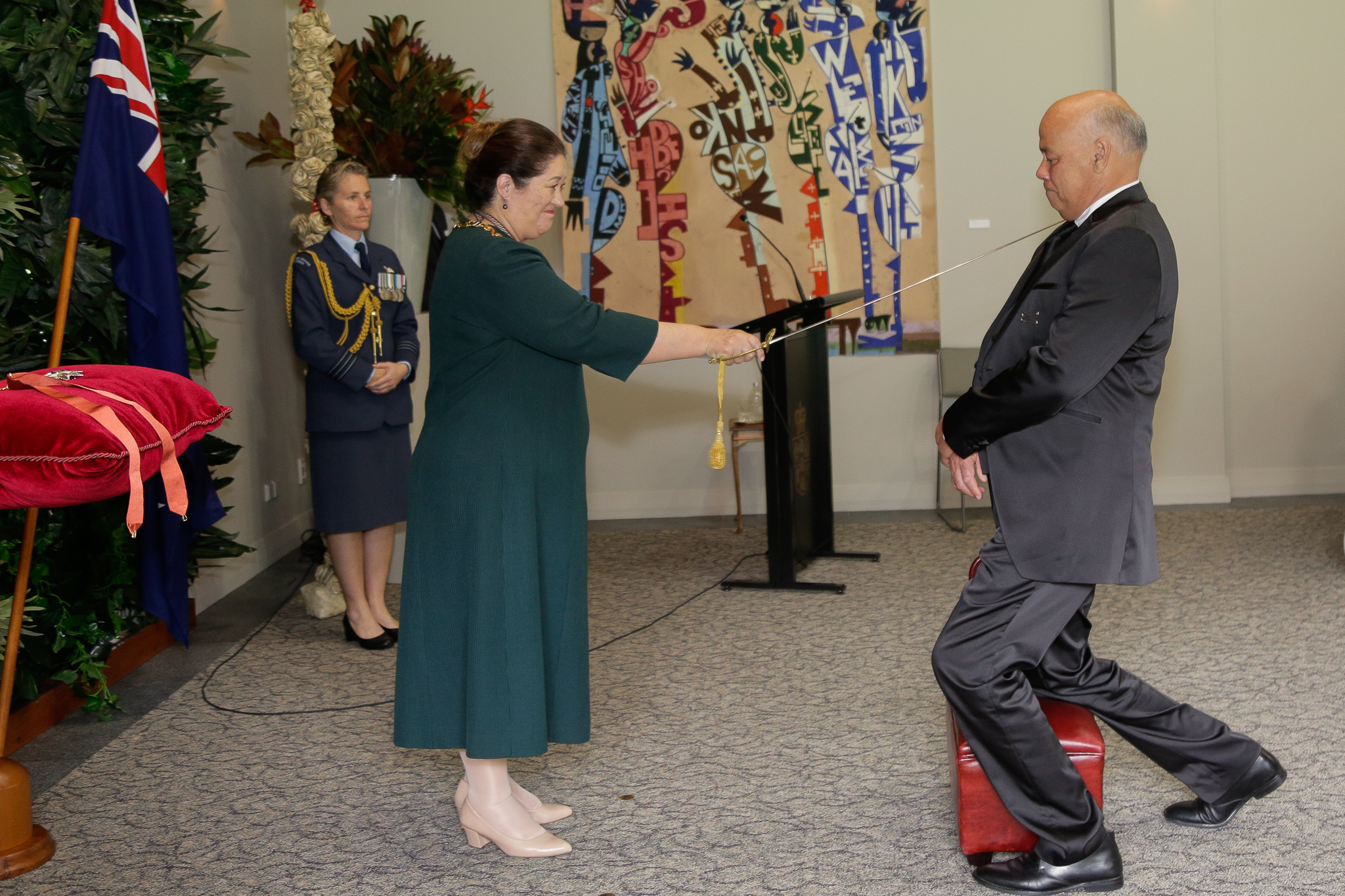
Cérémonie d'investiture : Collin Tukuitonga fait chevalier par la gouverneur général de Nouvelle-Zélande, Dame Cindy Kiro, au nom de la reine de Nouvelle-Zélande, Élizabeth II, le 26 août 2022.

Il devient ensuite directeur du service de santé publique de la Communauté du Pacifique, puis directeur général de la Communauté du Pacifique de 2014 à 2020. Il obtient en 2014 que la Communauté ait le statut d'observateur à l'Assemblée générale des Nations unies. De retour à ses fonctions à l'université d'Auckland, en 2022 il est fait chevalier de l'ordre du Mérite de Nouvelle-Zélande,. Il est le troisième Niuéen de l'Histoire à être fait chevalier, et le premier qui ne soit pas Premier ministre de Niué, après Sir Robert Rex en 1984 et Sir Toke Talagi en 2017.
En 2023 il critique vivement la décision du gouvernement néo-zélandais de Christopher Luxon de lever l'interdiction à vie de la vente de tabac aux personnes nées après 2008. En 2024 il devient président du groupe de conseil de l'Organisation mondiale de la Santé sur la prévention des maladies non transmissibles. En février 2025 il devient professeur d'université.